# Wolfgang Hirsch
Wolfgang Hirsch, född 3 juli 1924 i Greifswald, Tyskland, död 2011, var en svensk målare. 
Han var styvson till dr. Ferdinand Hirsch och Thekla Stenberg född Heimann och från 1949 gift med Brita Marianne Malmstedt. Hirsch studerade konst vid Hausmanns konstskola i Berlin 1938–1939 och muralt måleri 1948–1949 samt vid Konsthögskolan i Stockholm 1950 och vid Reybekiels konstskola i Stockholm samt under studieresor till Danmark, England och Tyskland. Tillsammans med Ingemar Callenberg ställde han ut på Galleri Tre Kart i Stockholm och han medverkade i ett flertal samlingsutställningar. Bland hans offentliga arbeten märks väggmålningen Cirkus på Bagarmossens barnavårdscentral. Han var formgivare vid Skansens Keramik i Stockholm. 